# Championnat du Malawi de football 2022
Navigation
Saison précédente Saison suivante
La saison 2022 du Championnat du Malawi de football est la trente-sixième édition de la Super League, le championnat de première division malawite. Elle se déroule sous la forme d’une poule unique avec seize formations, qui s’affrontent à deux reprises. En fin de saison, les trois derniers du classement sont relégués et remplacés par les trois meilleurs clubs de deuxième division malawite.
Le club de Nyasa Big Bullets FC est le tenant du titre et remporte de nouveau le championnat cette saison.

## Déroulement de la saison
Après la saison 2020 perturbée par la pandémie de Covid-19, puis remplacée par la Super League 2020-2021, le championnat revient au format normal. D'abord annoncé avec un démarrage en février, puis début mars, il commence finalement le 19 mars 2022.

## Les clubs participants
- Nyasa Big Bullets FC
- Moyale Barracks FC
- Blue Eagles FC
- Silver Strikers
- Ekwendeni Hammers
- ADMARC Tigers
- Be Forward Wanderers renommé Mighty Wanderers depuis 2021
- Kamuzu Barracks FC
- Civil Services United
- Karonga United
- TN Stars Sunday
- Red Lions
- MAFCO
- Rumphi United- Promu de D2
- Dedza Dynamos - Promu de D2
- Sable Farming - Promu de D2

## Compétition

### Classement
| Rang | Équipe                   | Pts | J  | G  | N  | P  | Bp | Bc | Diff |
| ---- | ------------------------ | --- | -- | -- | -- | -- | -- | -- | ---- |
| 1    | Nyasa Big Bullets FC T C | 73  | 30 | 22 | 7  | 1  | 69 | 21 | +48  |
| 2    | Blue Eagles FC           | 63  | 30 | 18 | 9  | 3  | 39 | 10 | +29  |
| 3    | Kamuzu Barracks FC       | 57  | 30 | 16 | 9  | 5  | 37 | 19 | +18  |
| 4    | Mighty Wanderers         | 56  | 30 | 16 | 8  | 6  | 53 | 26 | +27  |
| 5    | Silver Strikers          | 51  | 30 | 14 | 9  | 7  | 38 | 26 | +12  |
| 6    | MAFCO                    | 50  | 30 | 14 | 8  | 8  | 49 | 26 | +23  |
| 7    | Moyale Barracks FC       | 46  | 30 | 14 | 4  | 12 | 38 | 32 | +6   |
| 8    | Civil Service United     | 45  | 30 | 10 | 15 | 5  | 35 | 25 | +10  |
| 9    | Dedza Dynamos P          | 41  | 20 | 11 | 8  | 11 | 29 | 36 | -7   |
| 10   | Ekwendeni Hammers        | 34  | 30 | 8  | 10 | 12 | 33 | 35 | -2   |
| 11   | Karonga United           | 32  | 30 | 8  | 8  | 14 | 26 | 42 | -16  |
| 12   | Azam Tigers              | 31  | 30 | 8  | 7  | 15 | 27 | 38 | -11  |
| 13   | Red Lions                | 29  | 30 | 7  | 8  | 15 | 27 | 38 | -11  |
| 14   | Sable Farming P          | 24  | 30 | 6  | 6  | 18 | 24 | 44 | -20  |
| 15   | TN Stars Sunday          | 17  | 30 | 4  | 5  | 21 | 24 | 68 | -44  |
| 16   | Rumphi United P          | 10  | 30 | 3  | 1  | 26 | 15 | 73 | -58  |

|  | Qualification pour la Ligue des champions de la CAF 2022-2023                            |
|  | Qualification pour la Coupe de la confédération 2022-2023                                |
|  | Relégation directe en deuxième division                                                  |
|  | T : Tenant du titre C : Vainqueur de la Coupe du Malawi P : Club promu de Premier League |

## Bilan de la saison
| Championnat du Malawi de football 2022                             |                                  |
| Champion                                                           | Nyasa Big Bullets FC (16e titre) |
| Coupes et trophées                                                 |                                  |
| Vainqueur de la Coupe du Malawi 2022                               | Nyasa Big Bullets FC             |
| Qualifications continentales                                       |                                  |
| Ligue des champions de la CAF 2023-2024                            | Nyasa Big Bullets FC             |
| Coupe de la confédération 2023-2024                                | aucun                            |
| Promotions et relégations                                          |                                  |
| Promus en Super League                                             | Extreme FC Mchinja               |
| Promus en Super League                                             | Chitipa United                   |
| Promus en Super League                                             | Bangwe All Stars                 |
| Relégués en Championnat du Malawi de football de deuxième division | Sable Farming                    |
| Relégués en Championnat du Malawi de football de deuxième division | TN Stars Sunday                  |
| Relégués en Championnat du Malawi de football de deuxième division | Rumphi United                    |